# Castilho (São Paulo)
Castilho é um município brasileiro do estado de São Paulo. Sua população de acordo com a estimativa do IBGE em 2024 era de 20 418 habitantes.

## História
Em 1934, Armel de Miranda veio para esta região, conseguindo através da família Ferreira Brito, a doação de um terreno para formar o patrimônio. Outros povoadores ali se fixaram abrindo pequenas lavouras.
Nessa época, chegou à povoação, então conhecida por Vila Cauê, o engenheiro da Estrada de Ferro Noroeste do Brasil, Alfredo Castilho, chefe dos trabalhadores que implantavam a ferrovia na região, ligando os estados de São Paulo e Mato Grosso (hoje Mato Grosso do Sul), cortando o rio Paraná.
Em 1937, os trilhos já tinham sido implantados, assim como a estação denominada de Alfredo Castilho, ao lado da qual se formou a povoação que teve importante função comercial na integração da ferrovia com a navegação do rio Paraná.
Novos contingentes de povoadores vieram se fixar aumentando o patrimônio e lavouras da região, dedicadas às culturas de algodão, milho, arroz, feijão e amendoim.
Em 1944, a povoação passou a denominar-se Castilho, recebendo status de município pela lei estadual nº 2456, de 30 de dezembro de 1953, com território desmembrado do município de Andradina.
A grande fase de desenvolvimento da comunidade iniciou-se somente por volta de 1965 com os serviços de terraplanagem e construção da Usina de Jupiá, atual Engenheiro Souza Dias, integrante do complexo de Urubupungá, inaugurado em 1969. O represamento das águas do rio Paraná evitou as constantes inundações das terras cultivadas, aliando ainda, a irrigação destas, propiciando altas produções agrícolas.

### Formação administrativa
Distrito criado com a denominação de Castilho, pelo Decreto-lei nº 14334, de 30 de novembro de 1944, no município de Andradina com terras desmembradas do Distrito da sede do município de Andradina. No quadro fixado, pelo referido Decreto-lei, para vigorar em 1945-1948, o Distrito de Castilho figura no município de Andradina. Assim como no fixado pela Lei Estadual nº 233, de 24 de dezembro de 1948 para vigorar em 1949-1953.
Elevado à categoria de Município com a denominação de Castilho, pela Lei Estadual nº 2456, de 30 de dezembro de 1953, desmembrado de Andradina. Constituído do Distrito Sede. Sua Instalação verificou-se no dia 1° de janeiro de 1955. Fixado o quadro territorial para vigorar no período de 1954-1958, o município é formado do Distrito Sede. Em divisão territorial datada de 1° de julho de 1960, o município é constituído do Distrito Sede. Assim permanecendo em divisão territorial datada de 15 de julho de 1997. 

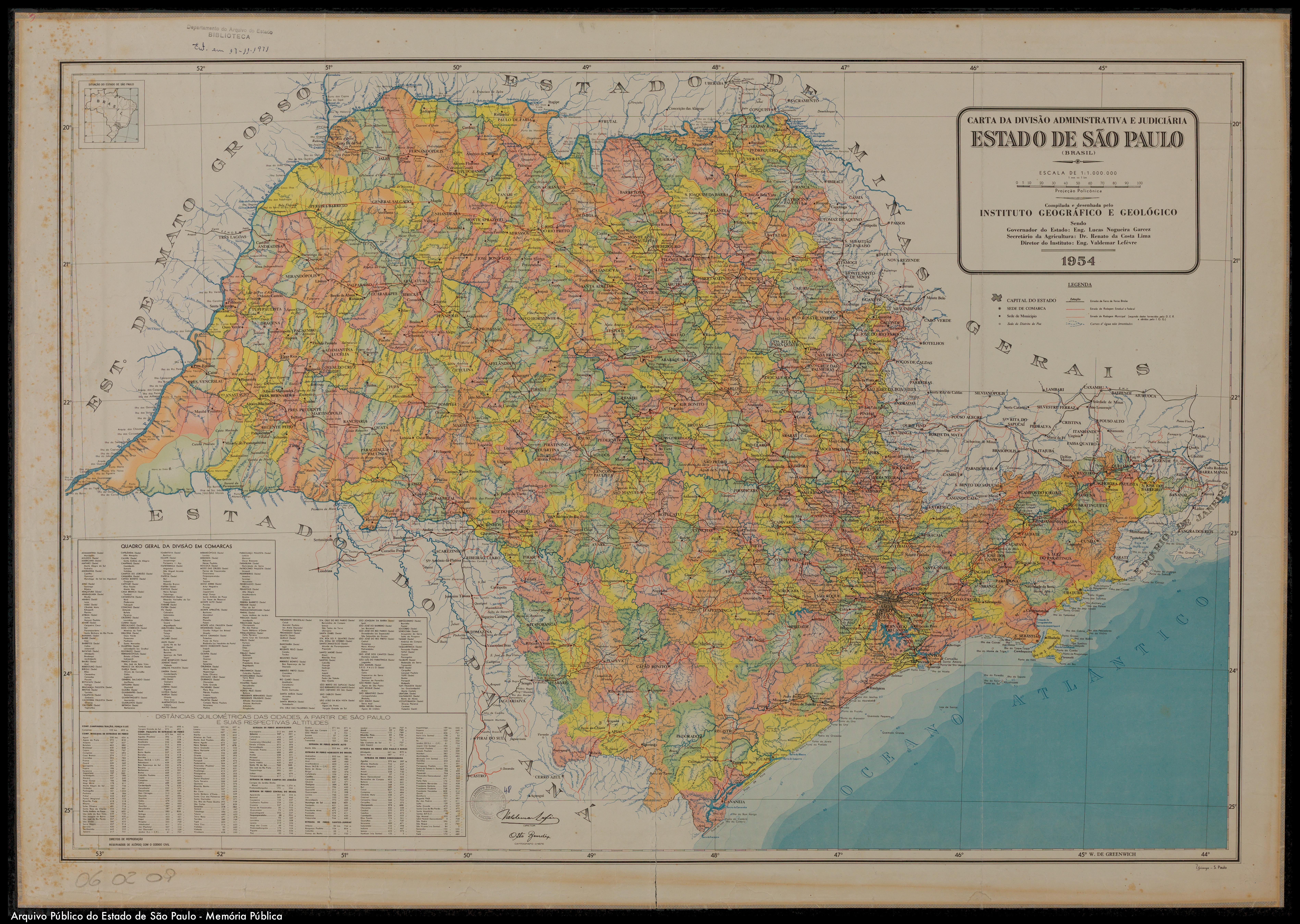
Estado de São Paulo (1953).

## Geografia
Localiza-se a uma latitude 20º52'20" sul e a uma longitude 51º29'15" oeste, estando a uma altitude de 365 metros. Possui uma área de 1065,32 km².
É uma das onze cidades da Região Imediata de Andradina, que por sua vez é uma das três regiões que integram a Região Intermediária de Araçatuba.

### Meio ambiente
A cidade recebeu em abril de 2012, o certificado de Município Verde Azul, pela adesão ao programa homônimo, lançado em 2007 pela Secretaria do Meio Ambiente do Governo do Estado de São Paulo.

### Hidrografia
- Rio Tietê
- Rio Paraná
- Rio Aguapeí

#### Parque Estadual Aguapeí
Parte do município de Castilho faz parte do Parque Estadual Aguapeí, criado no ano de 1998.

### Rodovias
- SP-300

### Ferrovias
- Linha Tronco da Estrada de Ferro Noroeste do Brasil [8]

## Demografia

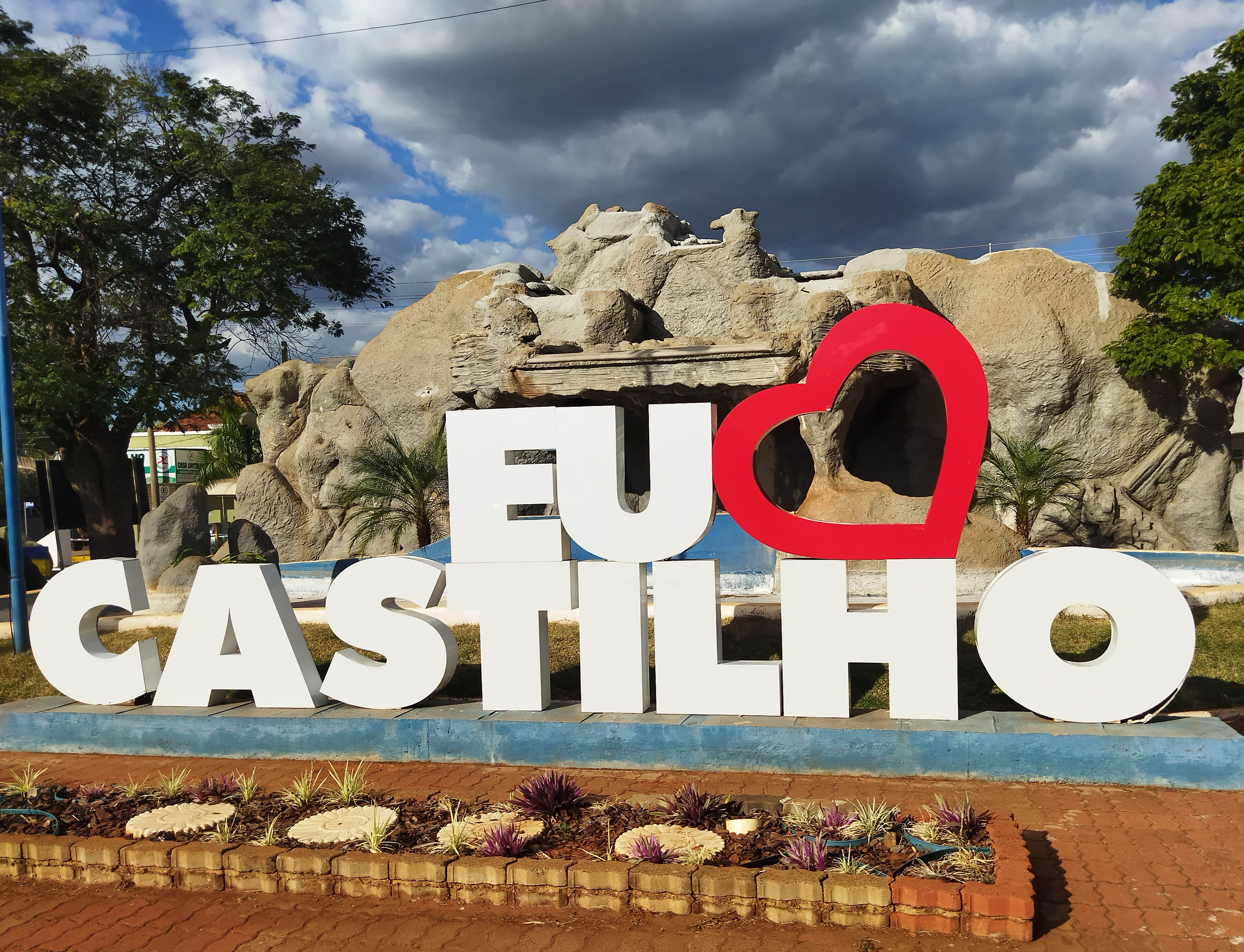
Letreiro Eu amo Castilho.jpg.

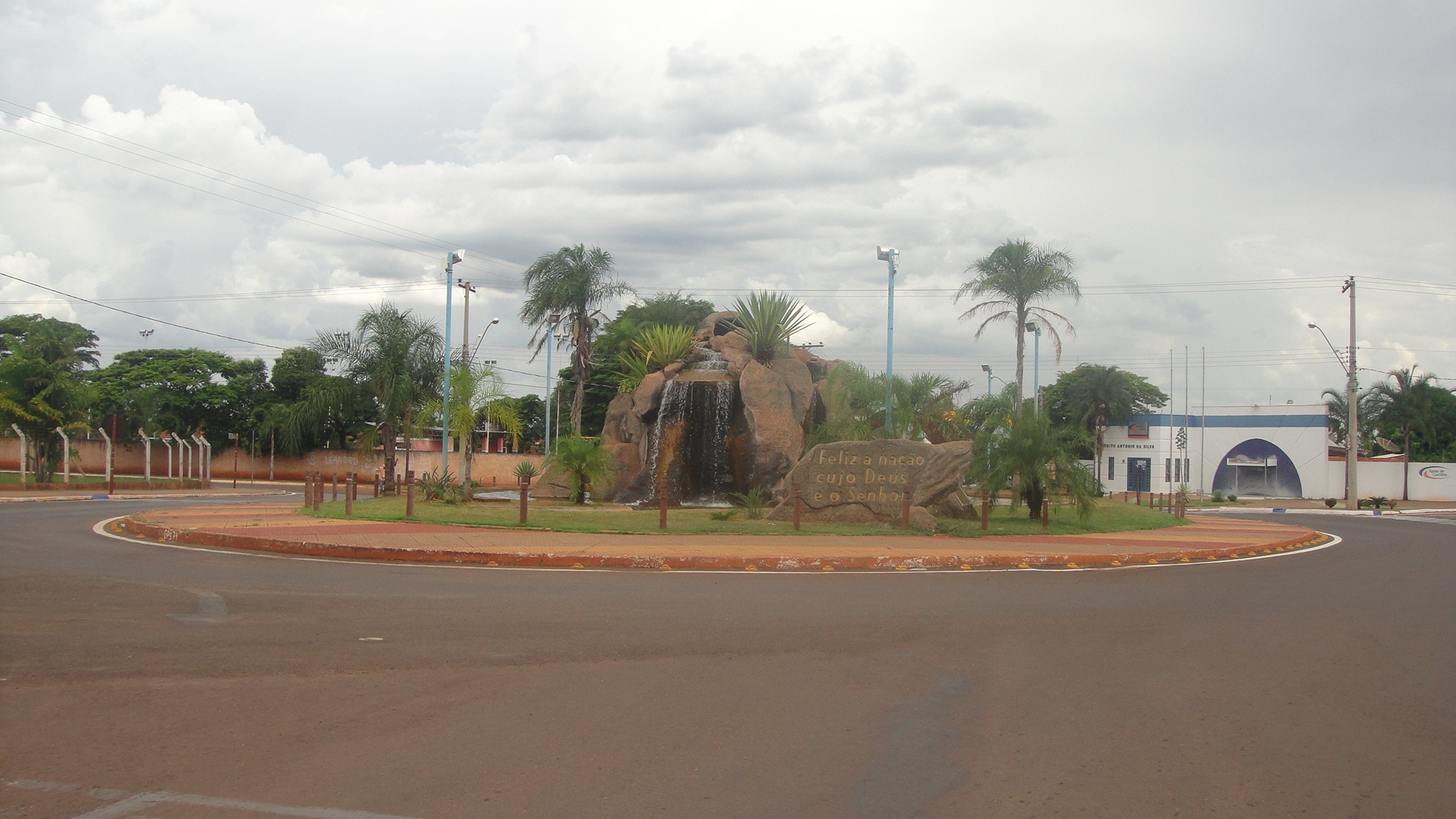
Praça com cascata.

### População
| Crescimento populacional                             | Crescimento populacional | Crescimento populacional | Crescimento populacional |
| Ano                                                  | População Total          |                          | %±                       |
| ---------------------------------------------------- | ------------------------ | ------------------------ | ------------------------ |
| 1958                                                 | 10 171                   |                          | —                        |
| 1960                                                 | 13 139                   |                          | 29,2%                    |
| 1970                                                 | 15 329                   |                          | 16,7%                    |
| 1980                                                 | 12 247                   |                          | −20,1%                   |
| 1991                                                 | 14 608                   |                          | 19,3%                    |
| 2000                                                 | 14 948                   |                          | 2,3%                     |
| 2010                                                 | 18 003                   |                          | 20,4%                    |
| 2022                                                 | 19 977                   |                          | 11,0%                    |
| Est. 2024                                            | 20 418                   | [ 9 ]                    | 2,2%                     |
| Fontes: Censos Demográficos IBGE e Estimativas SEADE |                          |                          |                          |

### Dados demográficos
- Dados do Censo - 2010[2]
- População Total: 18 003
- Urbana: 13 586
- Rural: 4 417
- Homens: 8 983
- Mulheres: 9 020
- Densidade demográfica (hab./km²): 16,89

## Infraestrutura

### Transportes

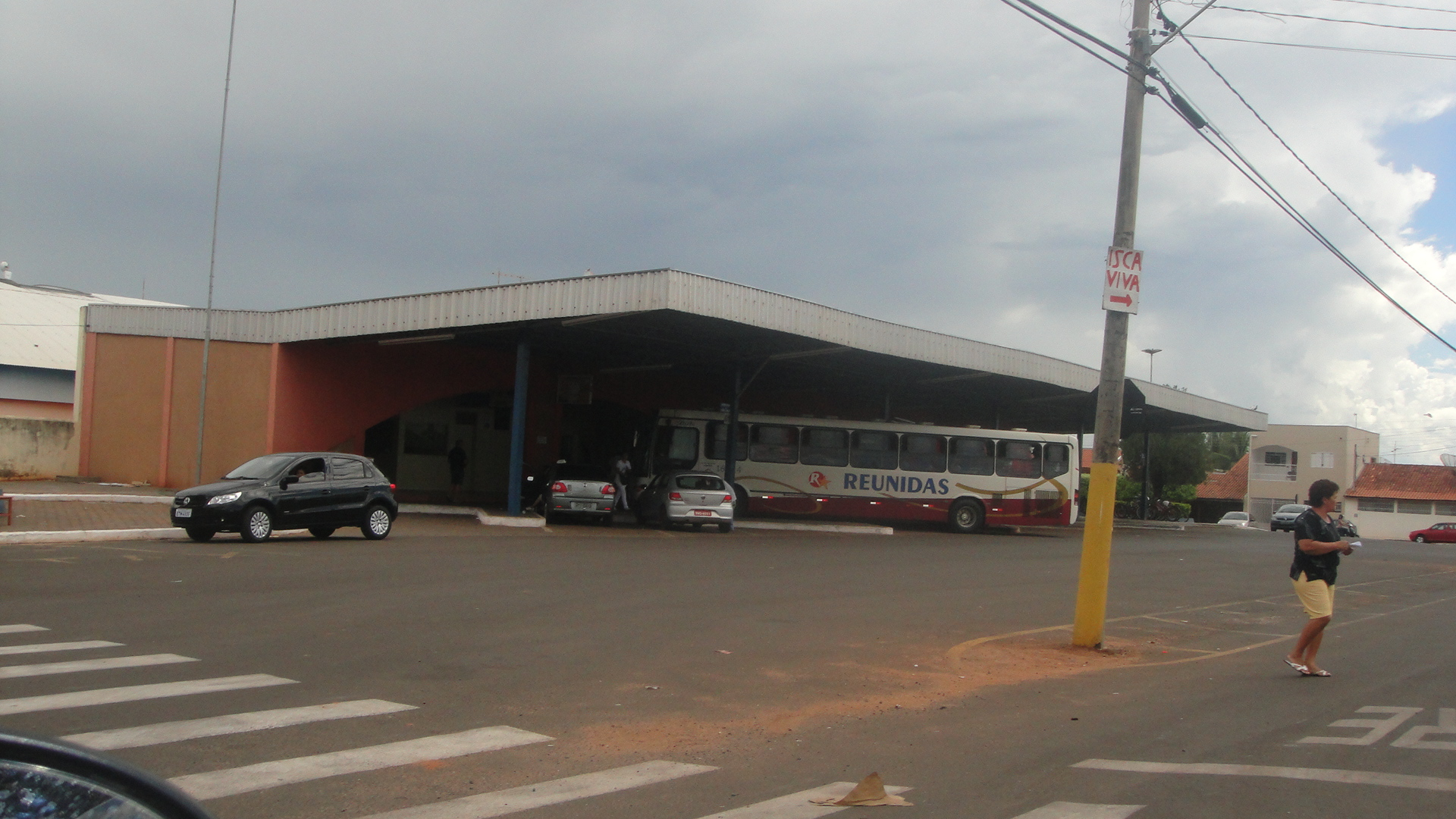
Terminal Rodoviário de Castilho.

- Empresa Reunidas Paulista.[14]

### Comunicações

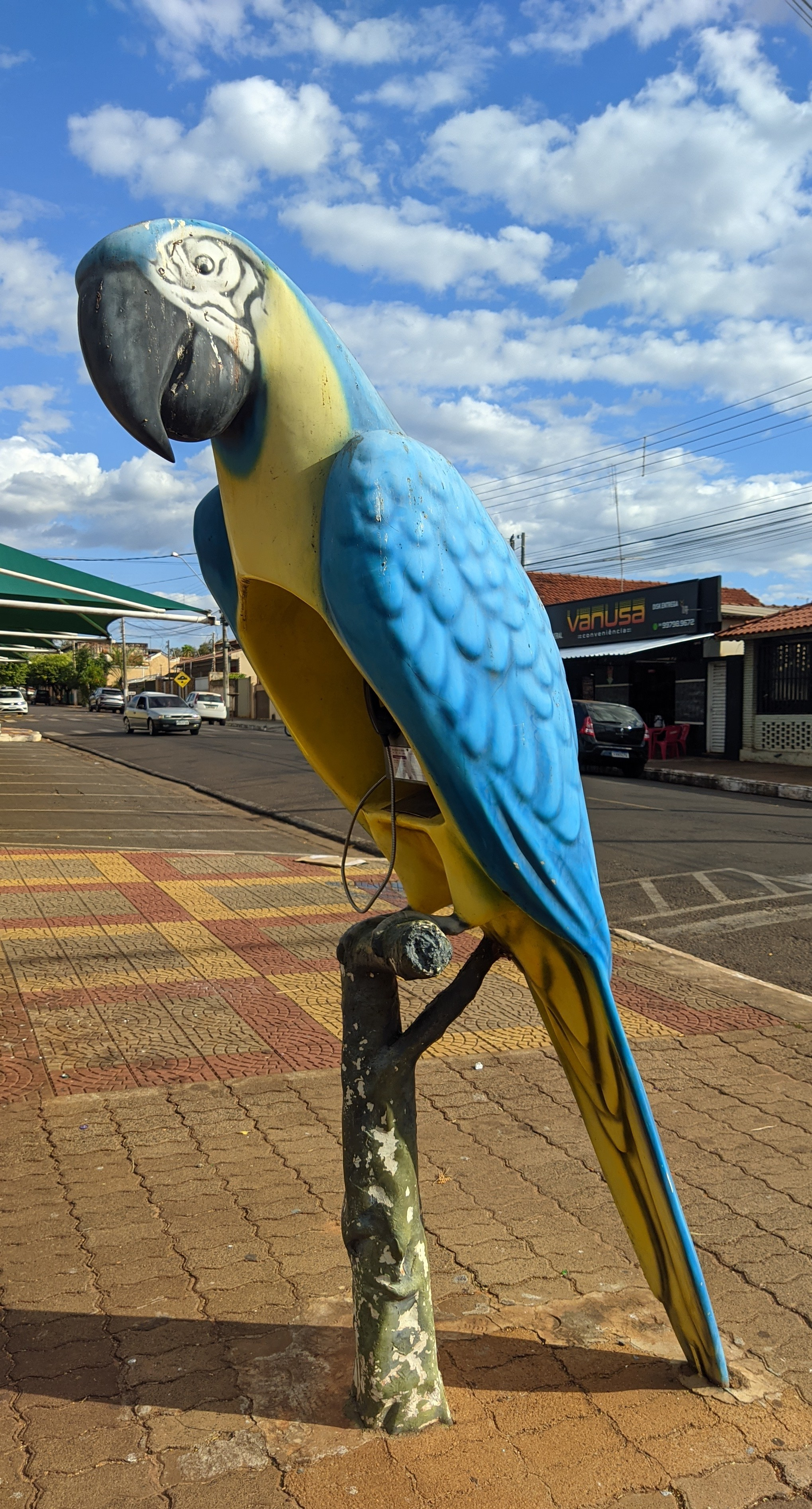
Telefone público em forma de arara.

O sistema de telefones automáticos foi inaugurado na cidade em 1981 pela Telecomunicações de São Paulo (TELESP), que também implantou o sistema de discagem direta à distância (DDD) em 1981 com o código de área (0187). Anteriormente a cidade era atendida pela Companhia de Telecomunicações do Estado de São Paulo (COTESP).
Na década de 90 o código DDD da cidade foi alterado para (018), para padronização do sistema telefônico com a telefonia celular que estava sendo implantada em todo o estado.

## Religião
O Cristianismo se faz presente na cidade da seguinte forma:

### Igreja Católica
- A igreja faz parte da Diocese de Araçatuba.[20]

### Igrejas Evangélicas
Entre as igrejas protestantes históricas, pentecostais e neopentecostais, encontram-se na cidade:
- Assembleia de Deus Ministério do Belém.[23][24]
- Congregação Cristã no Brasil.[25]
- Igreja Batista